# Ban Dung (huyện)
Ban Dung (tiếng Thái: บ้านดุง) là một huyện (amphoe) ở đông bắc của tỉnh Udon Thani, đông bắc Thái Lan.

## Địa lý
Các huyện giáp ranh (từ phía nam theo chiều kim đồng hồ) là: Thung Fon, Phibun Rak, Phen và Sang Khom của tỉnh Udon Thani, Phon Phisai và Fao Rai của tỉnh Nong Khai, và Ban Muang, Charoen Sin và Sawang Daen Din của tỉnh Sakon Nakhon.

## Lịch sử
Tiểu huyện (king amphoe) Ban Dung được thành lập ngày 6/5/1959, khi ba phó huyện được tách ra từ Nong Han. Đơn vị này đã được nâng cấp thành huyện ngày 16/7/1963.

## Hành chính
Huyện này được chia thành 13 phó huyện (tambon), các đơn vị này lại được chia ra thành 140 làng (muban). Ban Dung là 1 đô thị phó huyện (thesaban tambon) nằm trên một phần của tambon Ban Dung và Si Suttho. Có 12 Tổ chức hành chính tambon.
| STT. | Tên         | Tên Thái | Số làng | Dân số |  |
| ---- | ----------- | -------- | ------- | ------ |  |
| 1.   | Si Suttho   | ศรีสุทโธ   | 12      | 14.681 |  |
| 2.   | Ban Dung    | บ้านดุง    | 15      | 13.137 |  |
| 3.   | Dong Yen    | ดงเย็น    | 7       | 6.357  |  |
| 4.   | Phon Sung   | โพนสูง    | 12      | 10.516 |  |
| 5.   | Om Ko       | อ้อมกอ    | 9       | 8.356  |  |
| 6.   | Ban Chan    | บ้านจันทน์  | 14      | 14.024 |  |
| 7.   | Ban Chai    | บ้านชัย    | 9       | 8.279  |  |
| 8.   | Na Mai      | นาไหม    | 13      | 9.790  |  |
| 9.   | Thon Na Lap | ถ่อนนาลับ  | 8       | 5.186  |  |
| 10.  | Wang Thong  | วังทอง    | 7       | 6.255  |  |
| 11.  | Ban Muang   | บ้านม่วง   | 12      | 8.406  |  |
| 12.  | Ban Tat     | บ้านตาด   | 10      | 6.827  |  |
| 13.  | Na Kham     | นาคำ     | 12      | 9.494  |  |